# Avenue de la Porte-de-Ménilmontant
L'avenue de la Porte-de-Ménilmontant est une voie du 20e arrondissement de Paris, en France.

## Situation et accès
L'avenue de la Porte-de-Ménilmontant est une voie située dans le 20e arrondissement de Paris. Elle débute au 94, boulevard Mortier et se termine au 33, rue Le-Vau et 1, rue des Fougères.

## Origine du nom

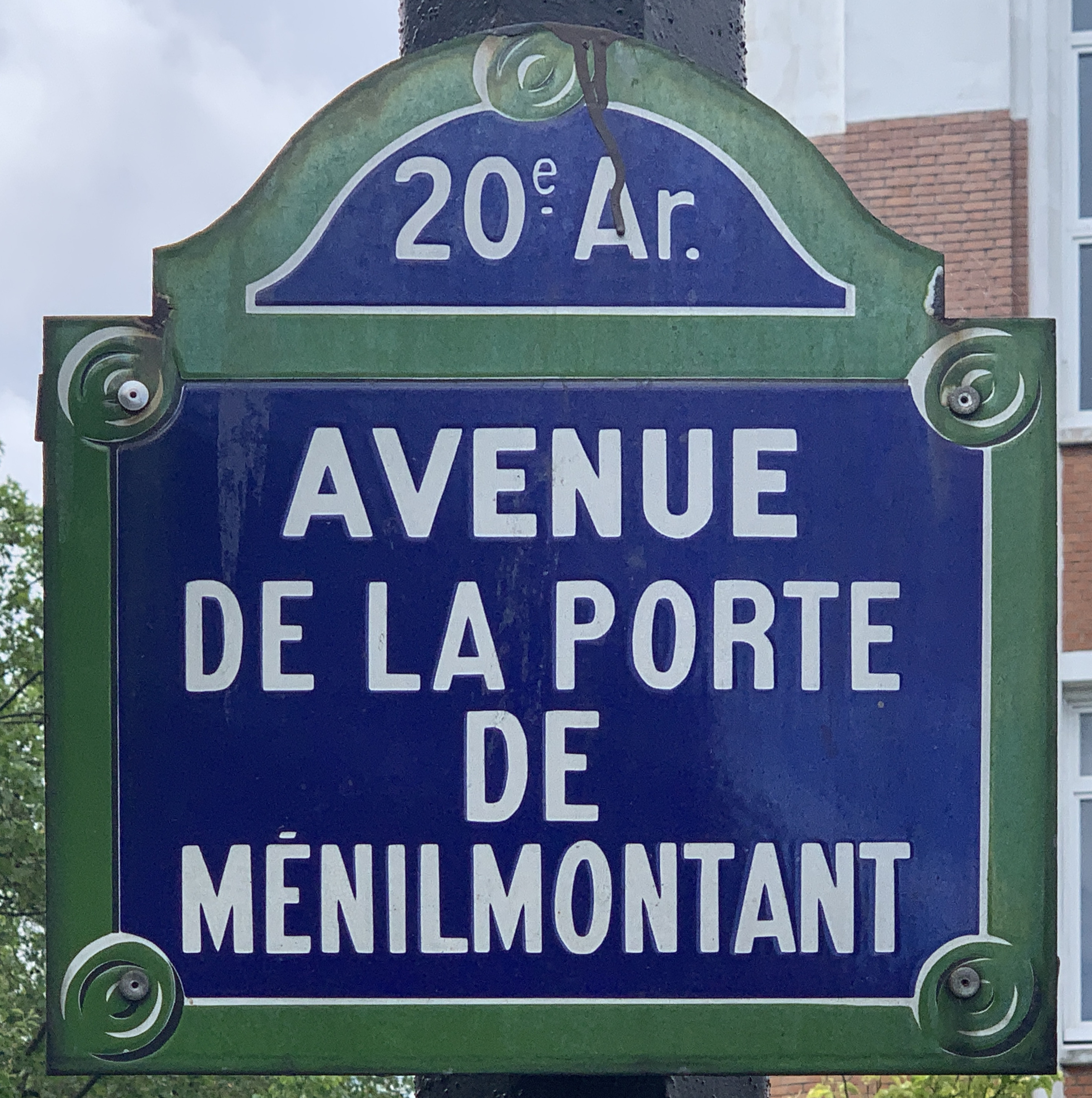
Plaque de l'avenue.

Elle porte ce nom car elle est située en partie sur l'emplacement de l'ancienne porte de Ménilmontant de l'enceinte de Thiers à laquelle elle mène.

## Historique
La voie est créée et aménagée entre les bastions nos 16 et 17 de l'enceinte de Thiers sous sa dénomination actuelle par un arrêté du 12 octobre 1926.